# Sukamulya (Pugung)
Sukamulya is een bestuurslaag in het regentschap Tanggamus van de provincie Lampung, Indonesië. Sukamulya telt 1730 inwoners (volkstelling 2010).